# Silandro
Silandro (en allemand, Schlanders) est une commune italienne d'environ 6 200 habitants située dans la province autonome de Bolzano dans la région du Trentin-Haut-Adige dans le nord-est de l'Italie.

## Administration
| Période                                  | Période | Identité | Étiquette | Qualité |
| ---------------------------------------- | ------- | -------- | --------- | ------- |
|                                          |         |          |           |         |
| Les données manquantes sont à compléter. |         |          |           |         |

### Hameaux
Covelano (Göflan), Corces (Kortsch), Montetramontana (Nördersberg), Montemezzodì (Sonnenberg), Vezzano (Vetzan)

### Communes limitrophes
Les communes limitrophes sont  Laces, Laas, Malles Venosta, Martello et Senales.